# 克氏指鳐
克氏指鰩（學名：Dactylobatus clarkii），是一種體型中等，罕為人知的深海鰩科動物，分佈於大西洋中西部及西南部。該物種通常生活於大陸棚邊緣水深約475至1000公尺（1,030至3,000呎）的海底淤泥上，本魚體盤上表面為棕色，在圓盤、腹鰭和尾部散佈著較暗的點狀斑點，體長可達59公分，屬肉食性，以硬骨魚為食。科学家们对这种生物所知甚少，世界自然保护联盟濒危保护动物名录将其归入“缺少信息”类生物。
2013年11月25日，美国佛罗里达州渔民在迈阿密附近海域捕获到一只克氏指鳐，长约4.3米，重达363公斤。其年龄已经很大，身上长出甲壳。在为这条鱼贴上标签后，将其放回海中。然而稍後經佛羅里達自然歷史博物館的喬治·布爾吉斯（George H. Burgess）鑑定，應該是一尾粗尾魟（Dasyatis centroura）。